# Gran Premio degli Stati Uniti d'America 1962
Il Gran Premio degli Stati Uniti 1962 si è svolto domenica 7 ottobre 1962 sul circuito di Watkins Glen. La gara è stata vinta da Jim Clark su Lotus, seguito da Graham Hill su BRM e da Bruce McLaren su Cooper.

## Qualifiche
| Pos | N. | Pilota                  | Auto           | Squadra                     | Tempo  | Distacco |
| --- | -- | ----------------------- | -------------- | --------------------------- | ------ | -------- |
| 1   | 8  | Jim Clark               | Lotus-Climax   | Team Lotus                  | 1:15.8 | -        |
| 2   | 5  | Richie Ginther          | BRM            | Owen Racing Organisation    | 1:16.6 | +0.8     |
| 3   | 4  | Graham Hill             | BRM            | Owen Racing Organisation    | 1:16.7 | +0.9     |
| 4   | 10 | Dan Gurney              | Porsche        | Porsche System Engineering  | 1:16.9 | +1.1     |
| 5   | 17 | Jack Brabham            | Brabham-Climax | Brabham Racing Organisation | 1:16.9 | +1.1     |
| 6   | 21 | Bruce McLaren           | Cooper-Climax  | Cooper Car Company          | 1:17.3 | +1.5     |
| 7   | 16 | Masten Gregory          | Lotus-BRM      | UDT Laystall Racing Team    | 1:17.9 | +2.1     |
| 8   | 9  | Trevor Taylor           | Lotus-Climax   | Team Lotus                  | 1:18.0 | +2.2     |
| 9   | 11 | Jo Bonnier              | Porsche        | Porsche System Engineering  | 1:19.0 | +3.2     |
| 10  | 22 | Tony Maggs              | Cooper-Climax  | Cooper Car Company          | 1:19.7 | +3.9     |
| 11  | 19 | Roy Salvadori           | Lola-Climax    | Yeoman Credit Racing Team   | 1:19.8 | +4.0     |
| 12  | 23 | Timmy Mayer             | Cooper-Climax  | Cooper Car Company          | 1:20.7 | +4.9     |
| 13  | 14 | Roger Penske            | Lotus-Climax   | Dupont Team Zerex           | 1:21.3 | +5.5     |
| 14  | 12 | Carel Godin de Beaufort | Porsche        | Ecurie Maarsbergen          | 1:21.8 | +6.0     |
| 15  | 24 | Hap Sharp               | Cooper-Climax  | Privato                     | 1:22.4 | +6.6     |
| 16  | 15 | Innes Ireland           | Lotus-Climax   | UDT Laystall Racing Team    | 1:24.0 | +8.2     |
| 17  | 26 | Rob Schroeder           | Lotus-Climax   | John Mecom                  | 1:24.0 | +8.2     |
| 18  | 25 | Jim Hall                | Lotus-Climax   | Privato                     | 1:24.7 | +8.9     |
| 19  | 6  | Maurice Trintignant     | Lotus-Climax   | Rob Walker Racing Team      | 1:25.8 | +10.0    |
| 20  | 18 | John Surtees            | Lola-Climax    | Yeoman Credit Racing Team   | 1:29.2 | +13.4    |
| 21  | 11 | Phil Hill               | Porsche        | Porsche System Engineering  | 1:32.6 | +16.8    |

## Gara
| Pos | N. | Pilota                  | Costruttore/Motore | Giri | Tempo/Ritiro            | Griglia | Punti |
| --- | -- | ----------------------- | ------------------ | ---- | ----------------------- | ------- | ----- |
| 1   | 8  | Jim Clark               | Lotus-Climax       | 100  | 2:07:13.0               | 1       | 9     |
| 2   | 4  | Graham Hill             | BRM                | 100  | + 9.2                   | 3       | 6     |
| 3   | 21 | Bruce McLaren           | Cooper-Climax      | 99   | + 1 giro                | 6       | 4     |
| 4   | 17 | Jack Brabham            | Brabham-Climax     | 99   | + 1 giro                | 5       | 3     |
| 5   | 10 | Dan Gurney              | Porsche            | 99   | + 1 giro                | 4       | 2     |
| 6   | 16 | Masten Gregory          | Lotus-BRM          | 99   | + 1 giro                | 7       | 1     |
| 7   | 22 | Tony Maggs              | Cooper-Climax      | 97   | + 3 giri                | 10      |       |
| 8   | 15 | Innes Ireland           | Lotus-Climax       | 96   | + 4 giri                | 16      |       |
| 9   | 14 | Roger Penske            | Lotus-Climax       | 96   | + 4 giri                | 13      |       |
| 10  | 26 | Rob Schroeder           | Lotus-Climax       | 93   | + 7 giri                | 17      |       |
| 11  | 24 | Hap Sharp               | Cooper-Climax      | 91   | + 9 giri                | 15      |       |
| 12  | 9  | Trevor Taylor           | Lotus-Climax       | 85   | + 15 giri               | 8       |       |
| 13  | 11 | Jo Bonnier              | Porsche            | 79   | + 21 giri               | 9       |       |
| Rit | 5  | Richie Ginther          | BRM                | 35   | Motore                  | 2       |       |
| Rit | 6  | Maurice Trintignant     | Lotus-Climax       | 32   | Freni                   | 19      |       |
| Rit | 23 | Timmy Mayer             | Cooper-Climax      | 31   | Iniezione               | 12      |       |
| Rit | 18 | John Surtees            | Lola-Climax        | 19   | Motore                  | 20      |       |
| Rit | 12 | Carel Godin de Beaufort | Porsche            | 9    | Incidente               | 14      |       |
| DNS | 19 | Roy Salvadori           | Lola-Climax        |      |                         | 11      |       |
| DNS | 25 | Jim Hall                | Lotus-Climax       |      |                         | 18      |       |
| DNS | 11 | Phil Hill               | Porsche            |      | Auto guidata da Bonnier | 21      |       |

## Statistiche

### Piloti
- 3ª vittoria per Jim Clark
- 1º e ultimo Gran Premio per Timmy Mayer e Rob Schroeder
- Ultimo Gran Premio per Roger Penske

### Costruttori
- 8° vittoria per la Lotus
- 10ª pole position per la Lotus

### Motori
- 22ª vittoria per il motore Climax

### Giri al comando
- Jim Clark (1-11, 19-100)
- Graham Hill (12-18)

## Classifiche Mondiali

### Piloti
| Pos | Pilota                  | Punti   |
| --- | ----------------------- | ------- |
| 1   | Graham Hill             | 39 (43) |
| 2   | Jim Clark               | 30      |
| 3   | Bruce McLaren           | 24 (26) |
| 4   | John Surtees            | 19      |
| 5   | Dan Gurney              | 15      |
| 6   | Phil Hill               | 14      |
| 7   | Richie Ginther          | 10      |
| 8   | Tony Maggs              | 9       |
| 9   | Trevor Taylor           | 6       |
|     | Jack Brabham            | 6       |
| 11  | Giancarlo Baghetti      | 5       |
| 12  | Lorenzo Bandini         | 4       |
|     | Ricardo Rodriguez       | 4       |
| 14  | Willy Mairesse          | 3       |
|     | Jo Bonnier              | 3       |
| 16  | Carel Godin de Beaufort | 2       |
| 17  | Masten Gregory          | 1       |

### Costruttori
| Pos | Team           | Punti   |
| --- | -------------- | ------- |
| 1   | BRM            | 39 (47) |
| 2   | Lotus-Climax   | 36      |
| 3   | Cooper-Climax  | 27 (31) |
| 4   | Lola-Climax    | 19      |
| 5   | Ferrari        | 18      |
|     | Porsche        | 18 (19) |
| 7   | Brabham-Climax | 3       |
| 8   | Lotus-BRM      | 1       |